# Isla Sirenas
Sirenas es una isla fluvial boliviana ubicada sobre el río Madre de Dios en el departamento de Pando. Tiene unas dimensiones de 5,2 kilómetros de largo por 2,5 kilómetros de ancho y una superficie de 6,40 km², la isla tiene un perímetro de 12,5 kilómetros.
- Datos: Q5921963